# Assamodesmus lindbergi
Assamodesmus lindbergi är en mångfotingart som beskrevs av Manfredi 1955. Assamodesmus lindbergi ingår i släktet Assamodesmus och familjen Fuhrmannodesmidae. Inga underarter finns listade i Catalogue of Life.